# Агирта
Агѝрта (на гръцки: Αγύρτα; на турски: Ağırdağ) е село в Кипър, окръг Кирения. Според статистическата служба на Северен Кипър през 2011 г. селото има 745 жители.
Де факто е под контрола на непризнатата Севернокипърска турска република.